# Christabel
Pour la chanteuse américaine, voir Chrysta Bell.
Christabel est un poème inachevé du poète anglais Samuel Taylor Coleridge. Écrit en deux parties, la première sans doute en 1797, la seconde en 1800, il met en scène la rencontre entre Christabel et une étrangère appelée Geraldine qui exerce sur elle une attraction vampirique.

L'auteur souhaitait à l'origine ajouter trois parties supplémentaires à son poème, mais il y renonça en juillet 1833, trouvant la rédaction du plan intégral de l'œuvre "extrêmement subtile et difficile".
Le texte de Coleridge a circulé dans les milieux intellectuels avant sa publication : le 18 juin 1816, le poète Lord Byron a récité Christabel à ses amis alors qu'ils étaient réunis près de Genève à la Villa Diodati. Lors de cette lecture, étaient également présents Percy Bysshe Shelley, Mary Shelley et John Polidori. Selon ce dernier, le poème de Coleridge a produit une très vive impression sur les époux Shelley.
L'astéroïde (2695) Christabel est nommé d'après le personnage éponyme du poème.